# Exlineia
Exlineia is een geslacht van hooiwagens uit de familie Zalmoxioidae.
De wetenschappelijke naam Exlineia is voor het eerst geldig gepubliceerd door Mello-Leitão in 1942. 

## Soorten
Exlineia omvat de volgende 3 soorten:
- Exlineia fulvescens
- Exlineia milagroi
- Exlineia rhinoceros